# Fallskärm
Fallskärm kan även avse ett stort avgångsvederlag.

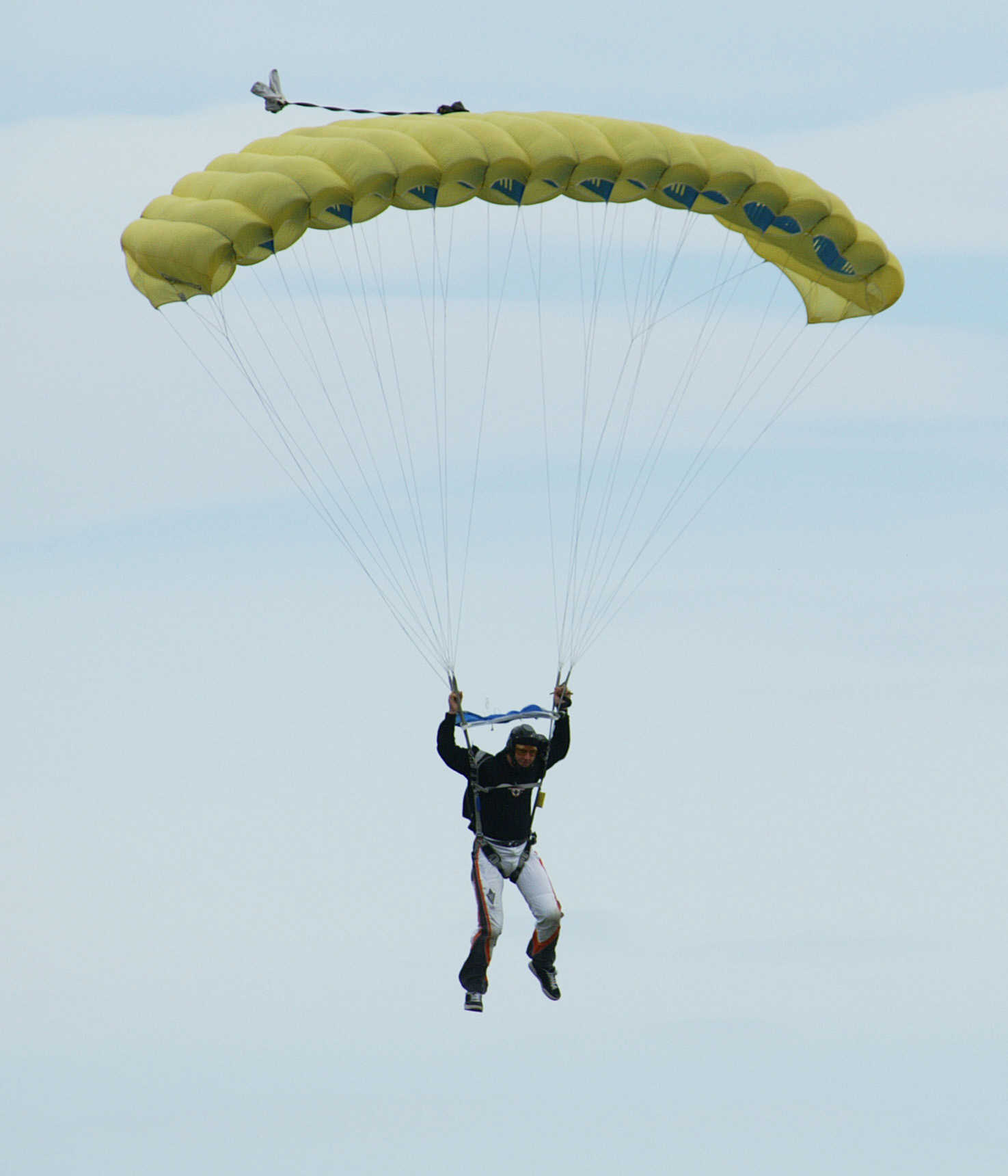
Modern fallskärmshoppare.

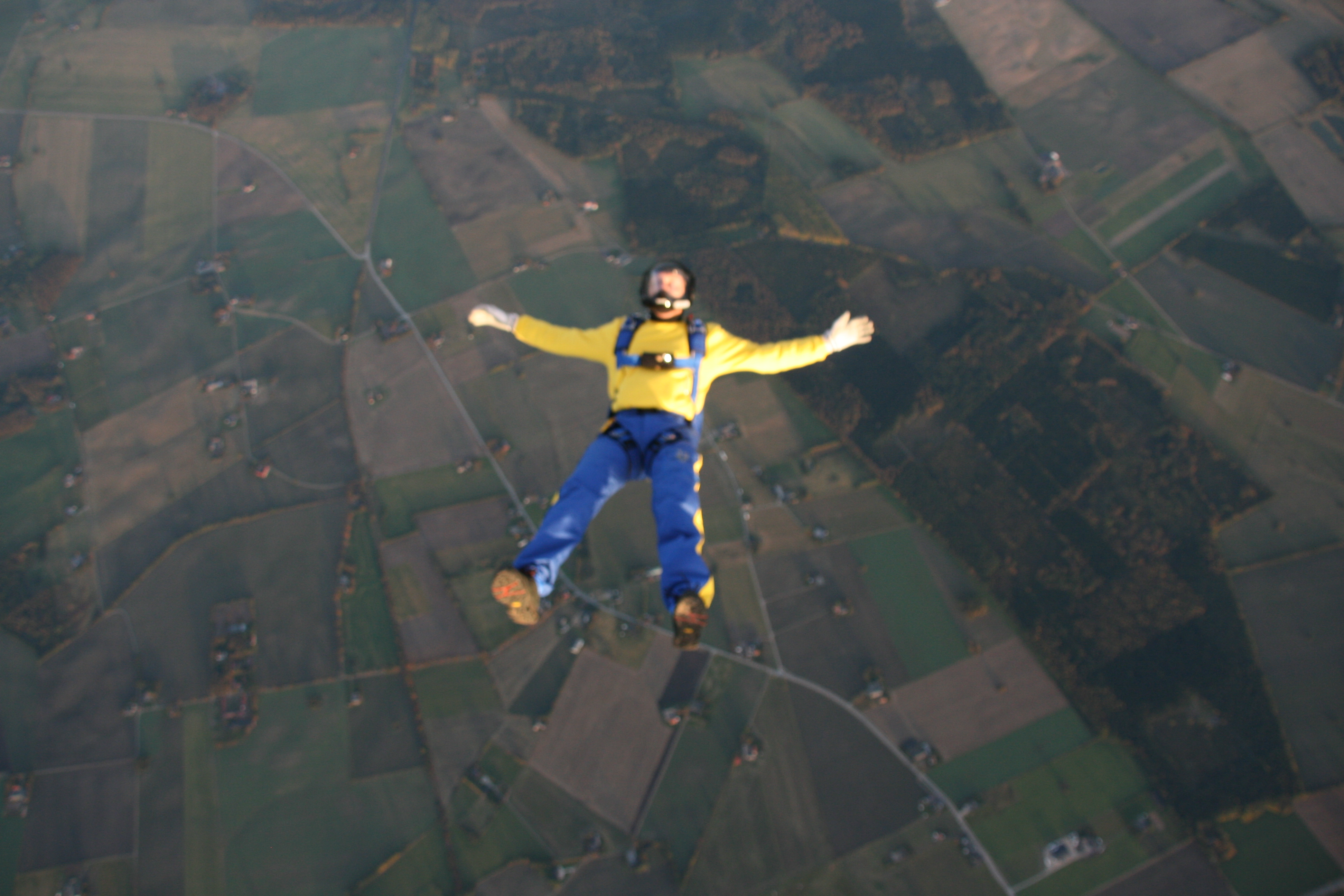
Fallskärmshoppare i fritt fall på rygg.

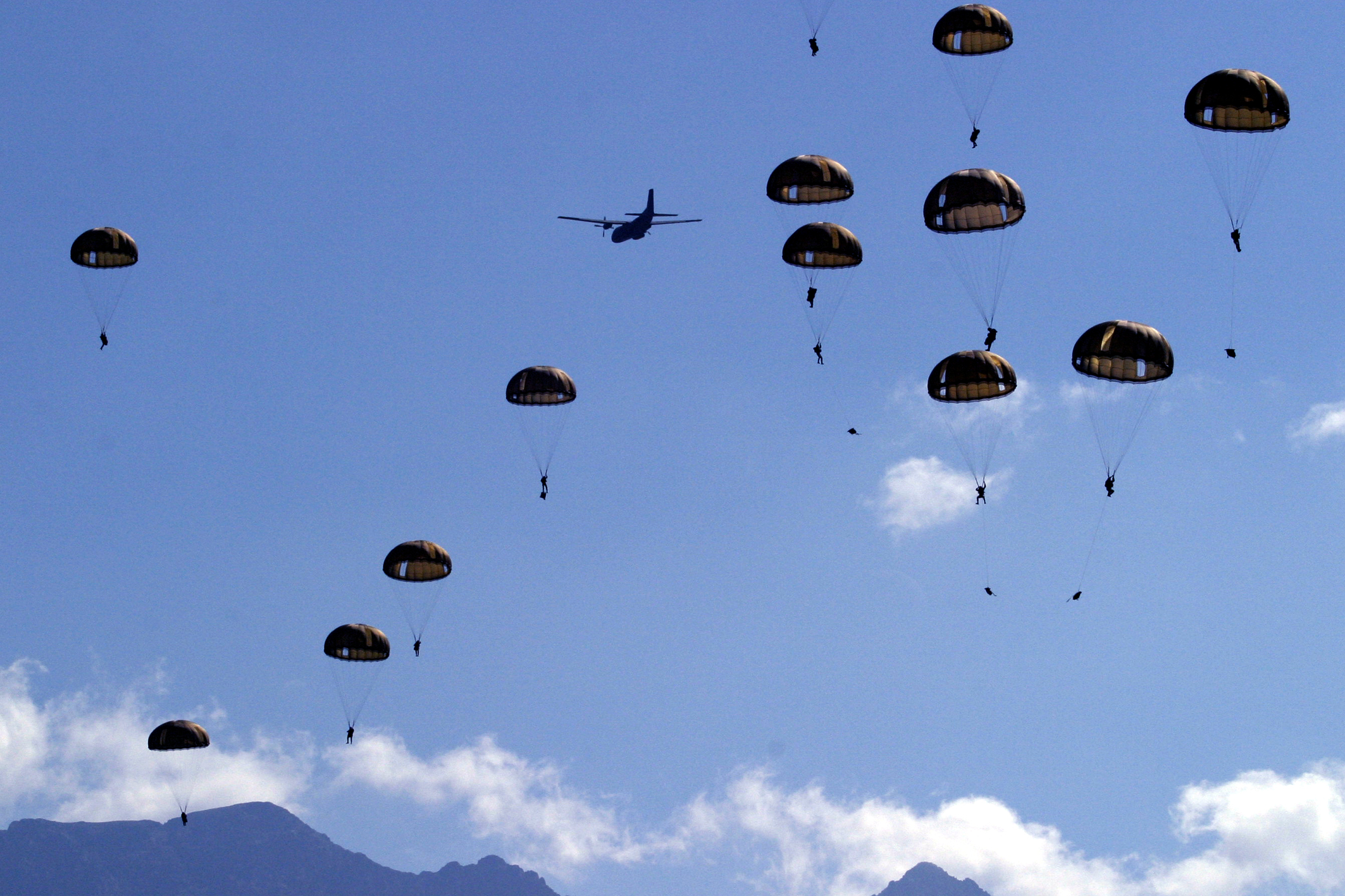
Soldater från Främlingslegionen hoppar över Korsika 2003.

Låssystem för bortkoppling av fallskärm.

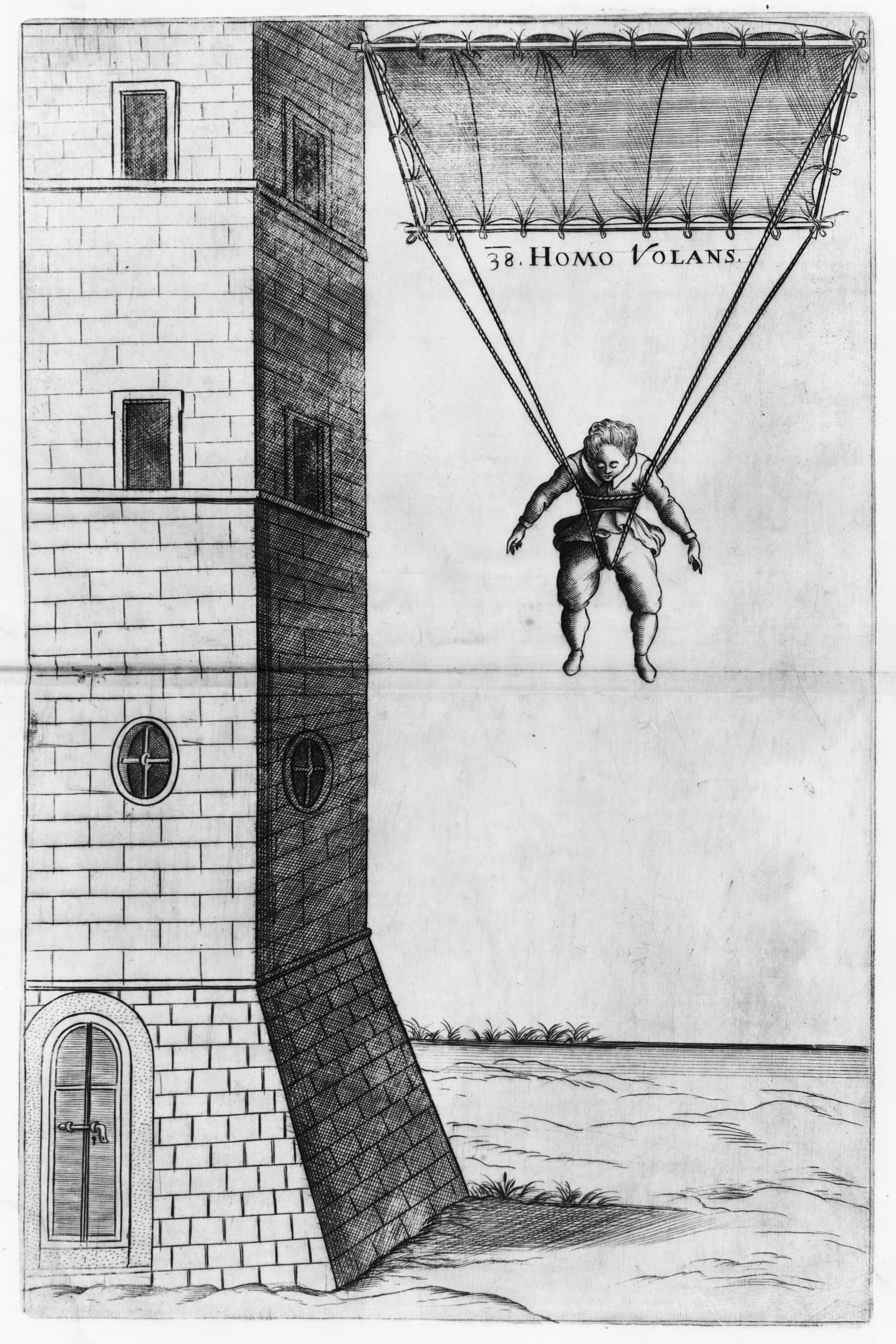
Fausto Veranzios skiss av sitt hopp med sin egenkonstruerade fallskärm, kallad Homo Volans, flygande människa, skissen gjord 1617, ca 30 år efter hoppet.

En fallskärm är en anordning, som används vid hopp huvudsakligen från flygplan, men även från helikopter och luftballong. Den är en utveckling av räddningsskärmen, ursprungligen avsedd för att rädda livet på piloter och övrig personal i stridsflygplan som inte längre är flygdugliga. Förutom att användas för räddning, används fallskärmar för luftlandsättning och i fallskärmssport.

## Historia

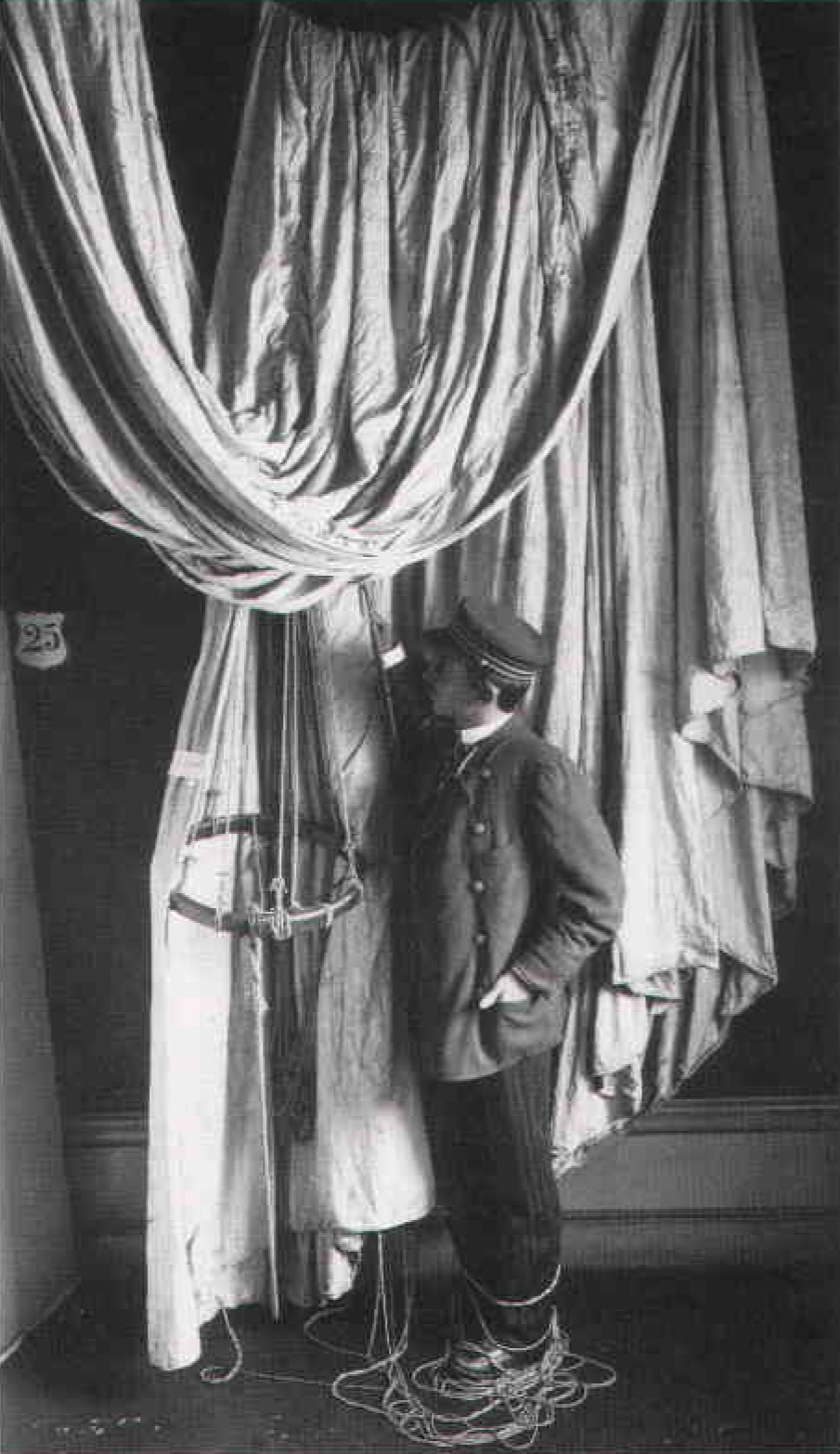
Vaxdockan av Victor Rolla och hans fallskärm på Panoptikon i Stockholm 1890.

Världens första fallskärmshopp med mjuk fallskärm genomfördes av André-Jacques Garnerin den 22 oktober 1797; han landade säkert i parc Monceau, Paris, efter att ha hoppat från en varmluftsballong på cirka 1 000 meters höjd. Han fick senare sin fru Jeanne-Genevieve att hoppa med skärmen, hon blev därmed världens första kvinnliga fallskärmshoppare. 
Det första fallskärmshoppet i Stockholm gjordes 1890 av Victor Rolla från Vitryssland. Den förste svensk som genomförde ett fallskärmshopp blev löjtnant Raoul Thörnblad den 9 juni 1920 . Förste svensk att räddas tack vare sin fallskärm blev löjtnant N. Söderberg den 7 juli 1926.

## Konstruktion
Fallskärmens form är antingen en halvklotformig kalott eller rektangulär vinge, de moderna fallskärmar som används idag inom sporten är uteslutande vingskärmar som kan vara mer eller mindre rektangulära. I fallskärmen är ett antal bärlinor fästa och de löper samman till en sele, som är fastspänd kring flygarens kropp. Under flygning är fallskärmen förpackad i ett fodral, som är fastsatt i selen och det får därigenom en funktion som sitt- eller ryggdyna som bärs av piloter. Sportfallskärmen är packad i en rigg som ser ut som en sorts ryggsäck i denna finns två fallskärmar (en huvudskärm och en reservskärm) samt i de flesta fall en räddningsutlösare. Packning för fallskärm för andra användningsområden såsom släppa ner material är packad på andra sätt.
När hopparen lämnar planet utlöses fallskärmen på lämplig höjd. Normal hopphöjd är mellan 1 000 och 4 000 meter, skärmen skall då utlösas på lägst 700 meters höjd för att hopparen skall ha tid på sig att reda ut eventuella fel som kan uppstå. Det kan ske antingen manuellt eller automatiskt. Styrning av fallskärmen kan ske genom användande av skärmens bärlinor eller de styrlinor som finns fästa i skärmens två bakre hörn. De rektangulära skärmarna har avsevärt större styrbarhet än de cirkelformade. I militära sammanhang används fallskärm som ett medel att från luften kunna göra anfall bakom fiendens linjer av s.k. fallskärmsförband (fallskärmsjägare). Vid den typen av luftlandsättningar sker utlösningen av skärmen i de flesta fall automatiskt i samband med att soldaten lämnar flygplanet.
Fallskärmar kan även användas för fällning av materiel från ballonger, flygplan och helikoptrar. Det kan gälla så stora föremål som fordon av olika slag. Det kan då ibland vara nödvändigt att använda flera skärmar.
Den amerikanska rymdfärjan använder fallskärmar för att landa startraketerna i havet. Dessa fallskärmar är världens största och har en vikt av ca 1 ton per styck. Tre av dessa jättefallskärmar används för att landa en vardera av de ca 70 ton tunga raketerna i havet.
Finns även flygplan som Cirrus Design som har inbyggd fallskärm.

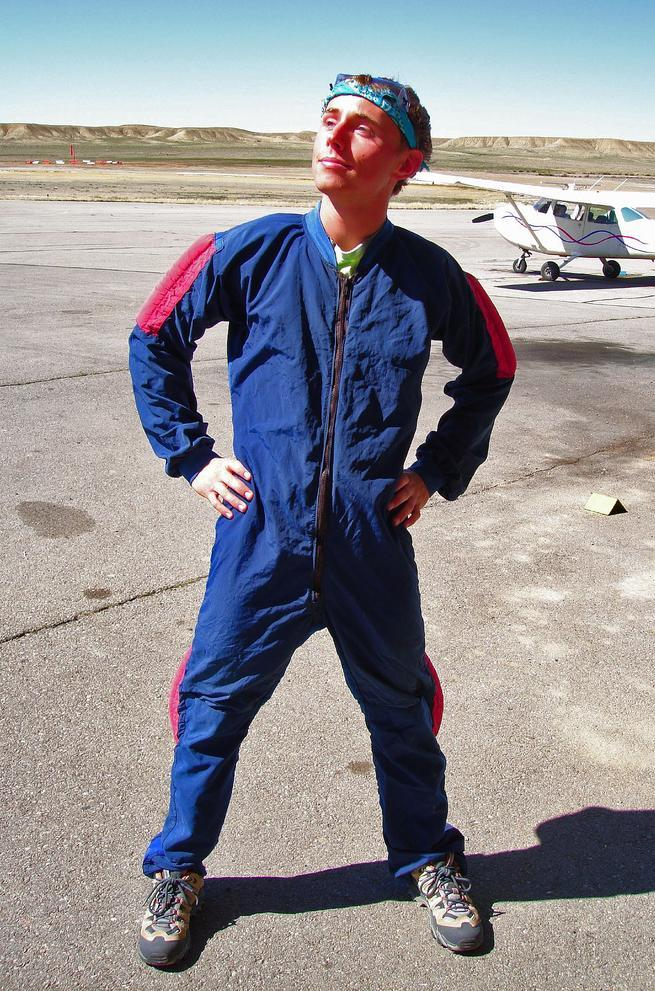
Man i overall för fallskärmshoppning.

## Utrustning

### Sportfallskärm
Dagens moderna vingfallskärmar har en storlek på mellan 80 och 260 kvadratfot (7,2 - 23,4 kvadratmeter), de är uppbyggda av celler som fylls med luft genom skärmens fart genom luften. Cellernas form och sammansättning med varann ger då skärmen formen av en vinge och skapar lyftkraft på samma sätt som en flygplansvinge. Vingen har linor som är fästa på dess undre yta, dessa har till uppgift att dels fästa hopparen till skärmen men också att hålla vingens form. Linorna kan hopparen använda för att kontrollera vingens riktning och fart. 
Linorna från fallskärmen är kopplade till riggen som hopparen har på sig, denna liknar en ryggsäck med ett par extra benremmar som håller hopparen.
Riggen innehåller huvudfallskärm och en reservfallskärm (reservskärmen flyger i stort sett lika bra som huvudskärmen). De allra flesta hoppare har även en räddningsutlösare som skjuter ut reserven om hopparen av någon anledning inte skulle få ut någon av skärmarna själv. Räddningsutlösare är obligatorisk för alla hoppare i Sverige.
För att få ut fallskärmen finns några olika lösningar, men de går alla ut på att få ut en liten skärm (pilot) i luftströmmen som sedan drar ut den större fallskärmen ur riggen. Tiden som det tar för fallskärmen att öppnas tar ungefär 5 sekunder beroende på modell.

### Höjdmätare
Vid all hoppning skall hopparen bära en höjdmätare, dessa finns både som analoga och digitala. Många av de digitala kan spara information om hoppet såsom hastigheter och höjder. Det är även vanligt att hoppare har en akustisk höjdvarnare i hjälmen, den ger då ifrån sig signaler vid olika höjder, den är obligatorisk vid viss hoppning.

### Hjälm
I Sverige måste man ha hjälm vid all hoppning. Det som är speciellt med hjälmarna är att de är mycket lätta. Detta för att minska påfrestningar på nacke vid öppningen av fallskärmen, något som innebär en hastighetsförändring från ca 200 km/h till ca 20 km/h på ca 2 sekunder.
Hjälmarna som används är: s.k. fraphat (i stort sett en skinnhuva med stötdämpande ribbor), öppna hjälmar samt integralhjälmar.

### Goggles
Ögonskydd måste användas vid hoppning som innefattar frifall på grund av de höga fartvindarna.

### Kläder
Vid till exempel formationshoppning används speciella overaller för att underlätta styrning och grepp i det fria fallet.
De mest extrema kläderna som används är så kallade vingoveraller, som har tyg mellan benen samt mellan armar och kropp. Tyget formar sig som en vinge och gör att farten framåt ökar samt att fallhastigheten minskar.

## Sport
Idag är fallskärmshoppning även en sportgren. De största grenarna är formationshoppning, kalottformation, freefly, freestyle, skysurfing, precisionshoppning, men även stilhoppning och speedhoppning förekommer. Svenska fallskärmsklubbar organiseras av Svenska Fallskärmsförbundet och tillhör även frivilligförsvaret.

### BASE-hoppning
En variant som inte innefattar flygfarkoster är BASE-hoppning. Denna typ av hoppning innebär att man hoppar från objekt med markkontakt. BASE är en förkortning för Building, Antenna, Span och Earth, det vill säga byggnader, master och liknande, brospann (broar) och marken (klippor).
Utrustningen påminner om den som används vid konventionell fallskärmshoppning men är specifikt byggd för de krav som BASE-hoppningen ställer. Den största skillnaden på utrustningarna är att fallskärmshoppningen har ett två-skärmssystem, en sportfallskärm och en reservfallskärm, medan BASE-utrustningen endast består av en fripackad fallskärm som påminner väldigt mycket om reservfallskärmen. Säkerhetssystemet med två skärmar är anpassad för fallskärmshoppningens högre draghöjd med större marginaler, medan BASE-utrustningen är anpassad för de omständigheter som den speciella miljön ger i form av klippor, hus, konstruktioner och vatten. En av de större skiljeaktigheterna är att i princip alla BASE-fallskärmar har extra mynningar i form av "vents" i bottentyget av skärmen för få snabbare öppningar och dubbla uppsättningar av bromsinställningar för att anpassas efter öppningsförhållandena. 
BASE-hoppningen är en oreglerad sport där förbund och organisation saknas, tvärt emot vad många tror så är det lagligt att hoppa från de flesta objekt runt om i världen och på sina ställen ses det till och med som en turistattraktion. Hoppningen bedrivs i privat regi av hopparna själva och utbildningen sker privat genom ett lärling- / mästare-system. Ett Svenskt BASE-förbund existerar i en inofficiell mening, men central styrning saknas.

## Utbildning
Det finns idag 18 fallskärmsklubbar i Sverige som alla utbildar nya fallskärmshoppare.

### Tandemhopp
Tandemhopp är ett populärt sätt att pröva på fallskärmshoppning. En erfaren och speciellt utbildad hoppare tar med sig en passagerare som är fastspänd i honom. Passageraren får en kortare genomgång av vad som skall hända innan de går ombord på flygplanet. Den erfarna hopparen (tandempiloten) sköter sedan allt från uthopp till landning.

### Konventionell utbildning
I denna utbildning hoppar eleven själv ut flygplanet efter en teoretisk utbildning. Hoppningen börjar på 1000 meter med automatutlösning av skärmen för att sedan stegras i svårighetsgrad till 4000 meter med manuell utlösning och övningar under det fria fallet. Denna kurs kräver 24 godkända hopp. Allt fler klubbar i Sverige slutar dock med den konventionella utbildningen och övergår till AFF.

### AFF – intensivutbildning
Detta är en modernare variant av utbildning som förespråkas av många instruktörer, på grund av att eleven får instruktioner även under det fria fallet och säkerheten är större då instruktörerna har möjlighet att hjälpa eleven hela tiden till dess att skärmen är utlöst.
Eleven börjar här hoppa från 4000 meter med två instruktörer vid sin sida under det fria fallet efter genomgången teoretisk kurs. Eleven avslutar med två hopp från 4000 meter samt ett från 1000 meter. Denna kurs kräver 10 godkända hopp.

### SFU – Svensk fallskärmsutbildning
SFU är en vidareutveckling av AFF-utbildningen men kräver 15 eller 16 godkända fallskärmshopp. De första 6 hoppen är snarlika med AFF utbildningen och i vissa svenska fallskärmsklubbar ingår även ett tandemhopp som första hopp i SFU.

## Olyckor med fallskärm
Allvarliga olyckor inom fallskärmshoppning är relativt sällsynta men beror på typen av hoppning.

## Övrigt
En vanlig missuppfattning är att bromsskärm och fallskärm är samma sak.